# Raumplanung in der Schweiz
Die Raumplanung in der Schweiz ist stark geprägt vom Föderalismus und der direkten Demokratie. Das Raumplanungsrecht, das Planungssystem und die Planungsinstrumente unterscheiden sich von anderen Ländern erheblich, obwohl die Aufgaben und Ziele der Raumplanung in vielen Staaten durchaus vergleichbar sind. Zum Zwecke der Raumplanung gibt es 129 Raumplanungsregionen der Schweiz. Zur Raumplanung gehören alle räumlichen Planungen der öffentlichen Hand auf allen Staatsebenen (Bund, Kantone, Gemeinden) und in allen raumrelevanten Sachgebieten (Verkehr, Umwelt, Wirtschaft, Gesellschaft usw.).
Seit dem 19. Jahrhundert schreitet der Landschaftswandel in der Schweiz in schnellem Tempo voran. Die Ursachen dieser Umgestaltung des Raums waren das Siedlungswachstum, der Ausbau der Verkehrs- und Energieinfrastruktur, die Gewässerkorrektionen und die Gesamtmeliorationen. Der Mensch nutzt den Boden, das Wasser, die Luft – den ganzen Lebensraum. Er erstellt Gebäude, wohnt, arbeitet, verbringt die Freizeit und bewegt sich in diesem Raum. Unser Lebensstandard ist von Gütern, Produktionen, Dienstleistungen abhängig, die alle auch Lebensraum in Anspruch nehmen. Diese intensiven Nutzungsansprüche führen zu Interessenkonflikten, die umso grösser werden, je knapper der verfügbare Lebensraum ist und je mehr die Notwendigkeit der Schonung von Natur und Landschaft erkannt wird.
Mit Hilfe der Raumplanung werden die unterschiedlichen Nutzungsansprüche koordiniert. Dafür entwickelt die Raumplanung Grundvorstellungen, die den Lebensraum im Gesamtzusammenhang und unter Respektierung der Entscheidungs- und Handlungsspielräume kommender Generationen betrachten. Darüber hinaus muss die Raumplanung aufzeigen, welche Probleme mit welchen Massnahmen in welcher zeitlichen Reihenfolge angegangen werden. Raumplanung ist schliesslich Bodennutzungsplanung, indem sie die zulässige Nutzung der einzelnen Landflächen bestimmt, und sie übernimmt Koordinationsfunktionen, indem sie die Nutzungsansprüche aufeinander abstimmt, über auftretende Konflikte entscheidet und durch alle räumlich wirkenden Staatstätigkeiten hindurch Grundlage behördlicher Zusammenarbeit ist.

## Historische Entwicklung
Erste sehr rudimentäre Ansätze einer Siedlungsplanung stammten in der Schweiz aus den 1920er Jahren. Professor Hans Bernhard entwarf das wohl erste Bundesleitbild dazu, das noch aus heutiger Sicht altmodisch von „Innenkolonisation“ sprach. In den 1930er Jahren konstituierte sich z. B. eine Regionalplanungsgruppe Zürich, und auf kommunaler Ebene entstanden schweizweit erste Zonenpläne, noch weitgehend in Gemeindeselbstverwaltung und ohne übergeordnete gesetzliche Vorgaben. Die Zonierung war entsprechend dem seinerzeit natürlich noch erheblich grösseren Bodenangebot noch ziemlich locker, Zersiedelung noch immer möglich.
1969 stimmte die Bevölkerung schliesslich einem Verfassungsartikel zur Raumordnung als Bundeskompetenz zu, womit erstmals ein Raumplanungsartikel in die Bundesverfassung aufgenommen wurde. Damit erhielt der Bund die Kompetenz zur Grundsatzgesetzgebung in der Raumplanung. Bund, Kantone und Gemeinden wurden zur gemeinsamen Sorge für die haushälterische Bodennutzung verpflichtet.
Das erste Raumplanungsgesetz des Bundes ist seit dem 1. Januar 1980 in Kraft. Es war angesichts sehr unterschiedlicher Verhältnisse und Kulturen stark föderalistisch, beliess also Kantonen und Gemeinden recht viel Planungsfreiheit. Das Gesetz beschränkte sich auf Planungsgrundsätze sowie Planungsinstrumente und Verfahrensregeln. Detaillierter ist es bei den Bauten ausserhalb der Bauzonen, wo ein Bauverbot für nicht an den Standort gebundene Bauten gilt. Das Gesetz arbeitet stark vereinfacht mit den folgenden Handlungsgrundsätzen: Das Baugebiet ist vom Nichtbaugebiet getrennt, das Baugebiet ist flächenmässig begrenzt auf den Bedarf von 15 Jahren, das Baugebiet ist zu konzentrieren sowie ausserhalb des Baugebiets gilt ein Bauverbot. Das Gesetz und seine Revisionen vermochten bis heute die starke Siedlungsexpansion und auch die Streuung nur sehr bedingt zu bremsen. Bereits 1984 forderte Rudolf Stüdeli, Direktor der Schweizerischen Vereinigung für Landesplanung VLP-ASPAN, dass sich vermehrte Rücksicht auf das knappe Gut Boden „gebieterisch aufdrängt“.
Im Jahr 2012 wurde von den Vertretern des Bundes, der Kantone, Städte und Gemeinden das in einem mehrjährigen gemeinsamen Prozess aller Staatsebenen entwickelte Raumkonzept Schweiz verabschiedet, in dem sie sich – juristisch unverbindlich – auf grundsätzliche Ziele und Strategien der Raumentwicklung geeinigt haben; es soll im Sinne der angestrebten umfassenden Koordination künftig als gemeinsame Orientierungshilfe für alle raumwirksamen Planungen dienen. Das Raumkonzept wurde seither überarbeitet und geht im Jahr 2025 in die Konsultation.
Am 11. März 2012 wurde die Eidgenössische Volksinitiative «Schluss mit uferlosem Bau von Zweitwohnungen!» zur Beschränkung von Zweitwohnungen und sogenannten «kalten Betten» mit 50,6 Prozent Ja von Volk und Ständen angenommen. Die Initiative wurde vom Komitee «Helvetia Nostra» um den Tier- und Landschaftsschützer Franz Weber eingereicht und von verschiedenen Umweltschutzorganisationen unterstützt.
Die Schweizer Stimmbevölkerung stimmte am 3. März 2013 einer Revision des Raumplanungsgesetzes zu. Die Revision wurde in einer Volksabstimmung (Referendumsabstimmung) als indirekter Gegenvorschlag zur Eidgenössische Volksinitiative «Raum für Mensch und Natur (Landschaftsinitiative)» angenommen. Neu wird explizit die Siedlungsentwicklung nach innen (Art. 1) und eine Mehrwertabschöpfung von mindestens 20 % (Art. 5) festgeschrieben. Ausserdem sollen überdimensionierte Bauzonen reduziert werden (Art. 15).
Die von den Jungen Grünen Schweiz lancierte Eidgenössische Volksinitiative «Zersiedelung stoppen – für eine nachhaltige Siedlungsentwicklung (Zersiedelungsinitiative)» wollte die Bauzonen auf den Stand von 2019 einfrieren. Neueinzonungen hätten durch Rückzonungen an einem anderen Ort kompensiert werden müssen. Die Initiative wurde am 10. Februar 2019 mit 63,7 % Nein-Stimmen abgelehnt.
Im Jahr 2020 reichte der Trägerverein "Ja zu mehr Natur, Landschaft und Baukultur" die Eidgenössische Volksinitiative 'Gegen die Verbauung unserer Landschaft (Landschaftsinitiative)' ein. Unterstützt von verschiedenen Naturschutz- und Baukulturorganisationen versuchte diese Initiative, dem Bauen ausserhalb von Bauzonen klare Grenzen zu setzen, indem sie eine Obergrenze einführen wollte für die Anzahl der Gebäude und die Fläche, welche diese ausserhalb von Bauzonen beanspruchen. Die Initiative wurde im Jahr 2024 zurückgezogen, nachdem das Parlament im Jahr 2023 das revidierte Raumplanungsgesetz (RPG2) verabschiedet hat.
Der Bund hat infolgedessen die auf dem Gesetz basierende Raumplanungsverordnung angepasst und diese Anpassungen bis im Oktober 2024 vernehmen lassen. Wichtigstes Ziel von RPG2 ist, die Trennung von Bau- und Nichtbaugebiet zu stärken: Die Anzahl der Gebäude und die versiegelte Fläche im Nichtbaugebiet sollen stabilisiert werden (Stabilisierungsziel). Das bedeutet, dass der Baubestand im Nichtbaugebiet nur noch um einen gewissen Umfang wachsen darf. Die Kantone müssen deshalb im Kantonalen Richtplan neu ein Stabilisierungsziel definieren. Wird dieses nicht erreicht, müssen als Sanktion zusätzliche Gebäude ausserhalb der Bauzone flächenmässig kompensiert werden. Vom Stabilisierungsziel sind mehrere Ausnahmen vorgesehen, die insbesondere zusätzliche Bodenversiegelungen im Nichtbaugebiet zulassen. Neben der Einführung des Stabilisierungsziels wird mit RPG2 der Bewilligungsspielraum der Kantone im Nichtbaugebiet erhöht. Beispielsweise sollen die Kantone zusätzliche Wohnnutzungen im Nichtbaugebiet bewilligen können, jedoch nur in vorher festgelegten Sondernutzungszonen (Gebietsansatz). Die Ausnahmen vom Stabilisierungsziel und die Lockerungen bei der Bewilligungspraxis werden vom Verband für Raumplanung EspaceSuisse kritisiert: Diese würden dazu führen, dass RPG2 den Trennungsgrundsatz von Bau- und Nichtbaugebiet weiter durchlöchere.

## Bund
Auf Ebene des Bundes ist für das Thema Raumplanung das Bundesamt für Raumentwicklung ARE zuständig, das dem Eidgenössischen Departement für Umwelt, Verkehr, Energie und Kommunikation UVEK unterstellt ist.

### Grundsatzgesetzgebung
Der Bund hat sich bei der Gesetzgebung auf den Erlass von Grundsätzen zu beschränken, damit den Kantonen ein Gesetzgebungsspielraum bleibt. Besonders wichtige Bereiche, wie beispielsweise der aus der Bundesverfassung abgeleitete, zentrale Grundsatz der Trennung von Baugebiet und Nichtbaugebiet, darf der Bund hingegen detailliert regeln.
Die bundesrechtlichen Grundsätze werden im Raumplanungsgesetz definiert. Sie äussern sich insbesondere zu
- den Zielvorstellungen und den Planungsgrundsätzen, die bei jeder räumlichen Planung zu berücksichtigen sind;
- den Planungsinstrumenten sowie den dazugehörigen Verfahrensregeln;
- jenen Einzelfragen, die für die ganze Funktion der Raumplanung zentral sind, also etwa die Bewilligungspflicht für alle Bauten und Anlagen, die Grösse der Bauzonen, die ausnahmsweise Zulässigkeit des Bauens ausserhalb der Bauzonen und die Sicherstellung der Erschliessung des Baulandes.

### Förderung und Koordination der kantonalen Raumplanung
Der Bund fördert und koordiniert die Raumplanung der Kantone. Die Zusammenarbeit des Bundes mit den Kantonen ist ein zentrales Postulat des kooperativen Föderalismus. Der Bund fördert und koordiniert die Raumplanung der Kantone in erster Linie durch die erwähnte Grundsatzgesetzgebung sowie durch die Genehmigung der kantonalen Richtpläne. Er hat aber auch einen Koordinationsauftrag zwischen seinen eigenen raumwirksamen Aufgaben und jenen der Kantone wahrzunehmen. Wichtige Instrumente dafür sind die vom Bund erarbeiteten Grundlagen sowie die eigentlichen Planungsinstrumente des Bundes, die Konzepte und Sachpläne. Der Bund erstellt Konzepte und Sachpläne in Sachgebieten, für die er weitgehend alleine zuständig ist (Verkehrsinfrastruktur, Militär, Übertragungsleitungen etc.). Ein illustratives Beispiel für die Notwendigkeit eines Sachplans stellt der Bereich des Verkehrs dar: Im Sachplan «Verkehr» werden die Teilrichtpläne Strasse, Schiene/öffentlicher Verkehr und Luftfahrt zusammengefasst. Er stellt die Gesamtsicht in den Vordergrund und sorgt für die notwendige Koordination mit der Raumplanung der Kantone. Der Sachplan ist nicht direkt verbindlich für die Privaten, jedoch für die raumwirksam tätigen Behörden aller Stufen (Bund, Kantone, Gemeinden). Er zeigt auf, nach welchen übergeordneten Zielen, Grundsätzen und Prioritäten der Bundesrat bei der Erfüllung seiner raumwirksamen Aufgaben im Verkehrsbereich handelt und welche Folgerungen sich daraus für die Planung der Verkehrsträger ergeben.

### Berücksichtigung der Raumplanung bei der Erfüllung der Bundesaufgaben
Der Bund auch bei seinen eigenen Aufgaben die Erfordernisse der Raumplanung zu berücksichtigen. Er bleibt also auf allen Stufen seines Handelns – Planung, Gesetzgebung, Verwaltung, Rechtsprechung – selbst dem Raumplanungsgesetz verpflichtet. Die Bindung an die «Erfordernisse» der Raumplanung bedeutet ferner, dass der Bund an das kantonale Recht und die darauf gestützten Planungen gebunden ist. Mit der Genehmigung der kantonalen Richtpläne durch den Bund wird schliesslich gewährleistet, dass die kantonale Raumplanung die Aufgabenerfüllung durch den Bund nicht unzulässig behindert.

## Kantone
Die Kantone sind für die Erarbeitung und Umsetzung der Raumplanung zuständig. Teile dieser Aufgaben delegieren sie an die Gemeinden.

### Raumplanungs- und Baugesetz
Die Kantone erlassen eine kantonale Ausführungsgesetzgebung zum Bundesgesetz über die Raumplanung. Das Bundesgesetz regelt nur die Grundsätze und bildet deshalb noch kein alle wichtigen Fragen beantwortendes Regelwerk. Diese kantonalen Raumplanungs- und Baugesetze enthalten auch das kantonale öffentliche Baurecht, ferner häufig das Strassenbaurecht und das Recht der Baulandumlegung. Das kantonale öffentliche Baurecht befasst sich mit den Voraussetzungen des Bauens, der Einordnung und Gestaltung der Bauten sowie den Anforderungen an Konstruktion, Betrieb und Unterhalt bis hin zur Baubewilligung. Hinzu kommen Verfahrensvorschriften. Beim Erlass ihres Raumplanungsrechts sind die Kantone an die Ziele und Grundsätze sowie das Instrumentarium des Bundesgesetzes gebunden. Dies und die damit verbundene Rechtsprechung des Bundesgerichts ermöglichen eine gewisse Rechtsvereinheitlichung. Im Übrigen weichen die Raumplanungs- und Baugesetze der Kantone bezüglich Regelungsumfang und Begrifflichkeit deutlich voneinander ab. Zur Vereinheitlichung der Begrifflichkeiten haben sechs Kantone am 26. November 2010 die Interkantonale Vereinbarung über die Harmonisierung der Baubegriffe (IVHB) in Kraft gesetzt.

### Kantonaler Richtplan
Das zentrale Planungsinstrument der Kantone ist der Richtplan. Er unterliegt der Genehmigung durch den Bundesrat. Im Richtplan zeigen die Kantone auf, wie in ihrem Gebiet die zahlreichen raumwirksamen Tätigkeiten des Bundes, des Kantons und der Gemeinden aufeinander abgestimmt werden. Gegenstand des Richtplans ist ferner die Frage, zu welchem Zeitpunkt und mit welchen Mitteln die raumwirksamen öffentlichen Aufgaben erfüllt werden sollen. So entsteht ein behördenverbindlicher Plan, der abgestimmt auf den Bund, die Nachbarkantone und das angrenzende Ausland vorzeichnet, wie die kantonale Raumplanung in Richtung auf die erwünschte räumliche Entwicklung fortschreiten soll. Sie können – um nur wenige Beispiele zu nennen – die Netze des öffentlichen Verkehrs, die Naturschutzgebiete von kantonaler Bedeutung, die Standorte für Abfallentsorgungsanlagen und dergleichen mehr betreffen. Der kantonale Richtplan ist nicht Entwurf eines wünschbaren Endzustandes des Kantonsgebietes, sondern Prozessplan für die Koordination und Lenkung der nächsten Etappen einer stets fortschreitenden räumlichen Entwicklung. Eine Kartenabbildung dient der visuellen Verdeutlichung und Lokalisierung des Richtplaninhalts. Im Verlauf des Richtplanungsverfahrens werden Widersprüche und Konflikte sichtbar, die in den vorgegebenen raumplanerischen Verfahren einer Lösung zugeführt werden können. Die Richtpläne werden laufend den Entwicklungen angepasst und mindestens alle zehn Jahre revidiert.

### Regionalplanungsverbände
Grosse Kantone übertragen die überkommunalen Raumplanungsaufgaben häufig öffentlich-rechtlichen Planungsverbänden (Regionalplanungsverbände). Im Kanton Zürich etwa erarbeiten diese regionale Richtpläne, welche die Raumplanung auf der Basis des gesamtkantonalen Richtplanes weiterführen.

## Gemeinden
Die meisten Schweizer Kantone kennen eine hochentwickelte Gemeindeautonomie. Im Bereich der Raumplanung wird demzufolge häufig folgende Kompetenzabgrenzung vorgenommen: Während der Kanton für die sein ganzes Territorium erfassende behördenverbindliche Richtplanung zuständig ist, überlässt er den Gemeinden die grundeigentümerverbindliche Nutzungsplanung, also insbesondere die Abgrenzung des Baugebietes vom Nichtbaugebiet (Landwirtschaftszonen, übriges Gemeindegebiet, Schutzzonen) und die Festsetzung von Art und Mass der konkreten baulichen Nutzung in den Bauzonen.
Die Nutzungspläne müssen den Vorgaben des Bundesgesetzes über die Raumplanung entsprechen. Die Festlegungen sind parzellenscharf und detaillierter als bei den kantonalen Richtplänen. Die Bauzonen müssen die Planungsziele und -grundsätze respektieren und dürfen die bundesrechtlich festgelegte Grösse nicht überschreiten. Von entscheidender Bedeutung sind auch die Normen des Umweltrechts. Die Festsetzung einer Bauzone setzt beispielsweise die Einhaltung von bestimmten Lärmgrenzwerten voraus. Untrennbar verbunden mit der Festlegung der Bauzonen ist die Aufgabe, diese später zu erschliessen und baureif zu machen. Die Beschränkung des Bauens auf Bauzonen macht nur dann einen Sinn, wenn die für den Bedarf von fünfzehn Jahren ausgeschiedenen Bauzonen auch in angemessenen Etappen baureif gemacht werden. Eine weitere Gemeindeaufgabe liegt in der Finanzierung der Baulanderschliessung. Meistens werden die Grundeigentümer mit Beiträgen zur Finanzierung der Baulanderschliessung herangezogen. Die kommunale Nutzungsplanung beschränkt sich nicht nur auf die Bauzone, sondern zieht auch das Gebiet ausserhalb der Bauzone mit ein. Dort können Zonen mit besonderen Zwecken festgelegt werden (z. B. Materialabbau, Weilerzonen, Skipisten usw.). Auch die auf eine Landschaftsplanung abgestützte Ausscheidung von Schutzzonen ist unerlässlich.
Da die Entscheidungsspielräume der Gemeinden beachtlich sind, erarbeiten sie für ihr Gebiet als Grundlage für die Nutzungsplanung und zur Koordination mit ihren anderen öffentlichen Aufgaben häufig Leitbilder und kommunale Richtpläne. Die Aufgaben der kantonalen Richtplanung und der kommunalen Nutzungsplanung sind auf mannigfache Art miteinander verflochten. In diesem Sinne kann von einer doppelten Hierarchie gesprochen werden:
- Auch wenn die Gemeinden für die Nutzungsplanung zuständig sind, haben sie die Pläne der übergeordneten staatlichen Ebene zu respektieren. Dies dokumentieren die Gemeinden im sogenannten Planungsbericht.
- Das schweizerische Planungsinstrumentarium sieht verschiedene Stufen vor: Der behördenverbindliche Richtplan macht Vorgaben für die grundeigentümerverbindliche Nutzungsplanung (rechtliches Vollzugsinstrument: Bauverbot) und diese wiederum grenzt meistens die Möglichkeiten der noch detaillierteren, häufig sehr konkrete Bauvorhaben regelnden Sondernutzungspläne (auch Gestaltungsplan, Überbauungsordnung, Bebauungsplan, Quartierplan genannt) ein.

Die meisten Kantone übertragen die Aufgaben der Baulanderschliessung, der Baulandumlegung und der Erteilung von Baubewilligungen den Gemeinden. Die Bewilligungszuständigkeit für Bauten ausserhalb der Bauzonen wird vom Bundesgesetz über die Raumplanung jedoch einer kantonalen Behörde zugewiesen.

## Die Ziele und Grundsätze des Bundesgesetzes über die Raumplanung

### Haushälterische Bodennutzung
Das Bundesgesetz über die Raumplanung legt für die ganze Schweiz die Ziele und Grundsätze für die Raumplanung fest. Oberziel ist der haushälterische Umgang mit dem nicht vermehrbaren Boden. Die Bedeutung dieses Ziels wird besser verständlich, wenn man berücksichtigt, dass von der vergleichsweise geringen Landesfläche von 42'000 km² bloss etwa 30 Prozent für die intensive Nutzung durch den Menschen geeignet sind. Das Ziel der haushälterischen Bodennutzung umfasst zwei Gesichtspunkte.

#### Verdichtung
Angesichts der anhaltenden und raschen Ausdehnung der Siedlungen in den letzten Jahrzehnten muss der Flächenverbrauch eingeschränkt werden. Im Vordergrund stehen die Verdichtung und die Umnutzung im bestehenden Siedlungsgebiet. Bezüglich Verdichtung werden aber neuerdings (2013) auch gewisse Zweifel laut, etwa in der Stadt Zürich: Sie dürfe nicht auf Kosten der Lebensqualität gehen und es sei genügend Grünraum innerhalb des Siedlungsgebietes zu erhalten.

#### Räumliche Zuordnung
Haushälterische Bodennutzung meint aber auch eine optimale räumliche Zuordnung der verschiedenen Bodennutzungen. Eine Konzentration der Bauten in einem gut erschlossenen Siedlungsgebiet gewährleistet die haushälterische Bodennutzung weit besser als die Schaffung verstreuter Kleinsiedlungen mit je einer eigenen Erschliessung. Kritisiert wird das Fehlen einer haushälterischen Bodennutzung. Hierzu Hans Kollhoff, Prof. für Architektur an der ETH: In der Schweiz wird die Landschaftszerstörung heute mit einer fast militanten Haltung vorangetrieben, ...

### Trennung Baugebiet von Nichtbaugebiet
Nutzungspläne müssen den Boden in Bau-, Landwirtschafts- und Schutzzonen unterteilen (Art. 14 RPG) und trennen damit Baugebiet von Nichtbaugebiet. Landwirtschaftszonen werden dem Nichtbaugebiet zugeordnet. Ausserhalb der Bauzonen dürfen Bauten oder Anlagen nur gebaut werden, wenn diese einen Standort ausserhalb der Bauzonen erfordern und keine überwiegenden Interessen entgegenstehen. Die Bundesverfassung (Art. 26 BV), das Raumplanungsgesetz (Art. 24 ff. RPG) als auch die Raumplanungsverordnung (Art. 32c ff. RPV) regeln die Ausnahmen für Bauten ausserhalb der Bauzonen.

### Abstimmungsgebot und Planungspflicht
Alle Bundes-, Kantons- und Gemeindebehörden müssen ihre raumwirksamen Tätigkeiten planen und abstimmen (Art. 2 RPG). Das bedeutet auch, dass die übergeordneten Stellen den untergeordneten genügend Spielraum zur Erfüllung ihrer Aufgaben belassen. Eine erfolgreiche Koordinationstätigkeit trägt zum haushälterischen Umgang mit dem Boden bei. Fehlende Abstimmung beispielsweise zwischen der Anordnung von Wohngebieten (kommunale Nutzungsplanung) und dem Bau von Verkehrsinfrastrukturbauten (vor allem Planungen des Bundes) kann dazu führen, dass beide nicht zweckmässig genutzt werden können. Fehlende Koordination führt also zur Undurchführbarkeit der Planungen und letztlich zu Fehlinvestitionen.

### Ausrichtung auf die anzustrebende räumliche Entwicklung
Das dritte Ziel verlangt die Ausrichtung der raumwirksamen Tätigkeiten der Behörden auf eine anzustrebende räumliche Entwicklung. Das damit vorausgesetzte raumplanerische Konzept ist auf Bundesebene im Raumkonzept Schweiz und auf kantonaler Ebene in den Richtplänen festgehalten. Ein wichtiges Element der darin zum Ausdruck kommenden Raumordnungspolitik liegt in der Ausrichtung auf die dezentrale Konzentration, also auf ein Netz von kompakten Siedlungsgebieten unterschiedlicher Grösse. Damit ist keine Siedlungsentwicklung bloss in den Grossagglomerationen des schweizerischen Mittellandes gemeint. Die Agglomerationen und regionalen Zentren in den Alpentälern haben ebenfalls ein bedeutendes Wachstumspotential. Bei der Verfolgung dieser Ziele sind die Bedürfnisse der Menschen und der Umwelt gleichermassen in Rechnung zu stellen. Die geforderte vorausschauende Raumplanung ist damit nicht bloss ein Instrument der Wirtschaftsförderung, sondern auch des vorsorglichen Natur- und Umweltschutzes. Sie hat auch Auswirkungen auf den Artenschutz: Gemäss dem Basler Naturschutzbiologen Bruno Baur wird die Artenvielfalt vor allem auch durch Landschaftsüberbauung reduziert. Wichtige Beiträge leistet die Raumplanung auch zur Wohnbaupolitik, zur Förderung der benachteiligten Regionen des Landes, zur Agrarpolitik und zur Landesverteidigung. Welche Bedürfnisse sich im Konfliktfall durchsetzen, kann nicht im Gesetz festgelegt werden. Die Antwort haben die Planungsprozesse, umfassende Interessenabwägungen der Planungsbehörden und schliesslich politische Entscheidungen zu geben.

### Planungsgrundsätze als Entscheidhilfen
Für die Abwägung unter den verschiedenen Raumplanungszielen liefert Artikel 3 des Raumplanungsgesetzes eine Reihe von Planungsgrundsätzen. Das sind Entscheidungskriterien, welche die Interessenabwägung leiten sollen. Die Planungsgrundsätze bilden in sich selbst kein abschliessendes und widerspruchsfreies System, so dass unter ihnen im Einzelfall gewichtet werden muss. Zu den Planungsgrundsätzen gehören beispielsweise die Schonung der Landschaft, unter anderem durch den Schutz des landwirtschaftlichen Kulturlandes. Im Weiteren wird die Gestaltung der Siedlungen nach den Bedürfnissen der Bevölkerung und eine Begrenzung der Siedlungen verlangt. Dieser Grundsatz soll u. a. erreicht werden durch eine zweckmässige Zuordnung der Wohn- und Arbeitsgebiete sowie eine hinreichende Erschliessung durch das öffentliche Verkehrsnetz.

### Planbeständigkeit
Die Planbeständigkeit ist ein Grundsatz, der die Rechts- und Planungssicherheit von Nutzungsplänen gewährleistet. Planänderungen erfolgen in der Regel nur alle 10 bis 15 Jahre. Vor einer Änderung wird eine Interessenabwägung vorgenommen: Je neuer und spezifischer der Nutzungsplan und je einschneidender die geplante Änderung, desto gewichtiger müssen die Gründe sein und desto erheblichere Veränderungen der Verhältnisse sind erforderlich.

## Aus- und Weiterbildung
In der Schweiz ist das Studium der Raumplanung an zwei Hochschulen möglich:
- Die ETH Zürich, Gruppe Verkehrs- und Raumplanung bietet einen Masterstudiengang „Raumentwicklung und Infrastruktursysteme“ sowie einen berufsbegleitenden Master of Advanced Studies „Raumplanung“ an.
- Die Hochschule für Technik Rapperswil (OST) bietet ein Bachelorstudium der Stadt-, Verkehrs- und Raumplanung sowie ein Masterstudium der Raumentwicklung und Landschaftsarchitektur an.

Weitere Ausbildungen bieten die Universität Zürich, die ZHAW, die Hochschule Luzern, die Universität Genf, der Verband EspaceSuisse, die Berner Fachhochschule, der VZGV und das Berufsbildungszentrum Weinfelden an.

## Verbände
Einziger Schweizer Berufsverband für Raumplanende ist der Fachverband Schweizer Planerinnen und Planer (FSU).
EspaceSuisse ist der Schweizer Raumplanungsverband. Gegründet wurde EspaceSuisse 1943 unter dem Namen Schweizerische Vereinigung für Landesplanung. Seither vernetzt der Verband die relevanten Akteure der Raumplanung. Zu diesen Akteuren zählen Behörden von Bund, Kantonen und Gemeinden ebenso wie Unternehmen, Wirtschafts- und Umweltorganisationen, Kommunal- und Berufsverbände sowie Hochschulen und Universitäten.

## Statistik
- Seit 1950 hat sich die Siedlungsfläche in der Schweiz ungefähr verdoppelt. Es wurde also gleich viel Boden verbaut wie in vielen Jahrhunderten zuvor zusammengenommen. Es werden heute pro Sekunde rund 1,5 Quadratmeter Boden verbaut. Alle 43 Minuten wird ein Einfamilienhaus fertiggestellt, alle 14 Minuten eine Wohnung.
- Gründe für diese Entwicklung sind primär das Bevölkerungswachstum sowie der zunehmende Flächenbedarf pro Person.
- Ein Drittel aller Ferienwohnungen in der Schweiz steht mehr als 48 Wochen pro Jahr leer, ein weiteres Drittel ist 44 bis 48 Wochen jährlich ungenutzt.
- 37 Prozent aller Siedlungsflächen in der Schweiz liegen ausserhalb der Bauzonen.[31]